# Клуб бунтарей
Клуб бунтарей — британский драматический фильм 2014 года, снятый Лоун Шерфиг и написанный Лорой Уэйд по мотивам пьесы Уэйд 2010 года Posh. Звезды фильма Сэм Клафлин , Макс Айронс и Дуглас Бут. Фильм рассказывает о «Клубе бунтарей», вымышленного мужского эксклюзивного клубе в Оксфордском университете. Когда состоялась премьера пьесы Posh , Riot Club часто описывали как слегка завуалированную версию реального Bullingdon Club, хотя, по словам Уэйд, он полностью вымышленный.

## Синопсис
Аластер (Сэм Клафлин) и Майлз (Макс Айронс), оба с аристократическими корнями, начинают свой первый год в Оксфордском университете. Майлз дружелюбный и уравновешенный, сердечно предлагает поменяться комнатами, когда назначенная Аластером комната не встречает одобрения его родителей, и начинает отношения с Лорен (Холлидей Грейнджер), которая имеет корни более низкого класса. Аластер — небезопасный, высокомерный и хладнокровный сноб. Они являются партнерами на одном из своих курсов, где Аластер откровенно презирает Майлза.
Клуб бунтарей, давно созданный эксклюзивный пьяный клуб, гордящийся гедонизмом и верой в то, что за деньги можно купить что угодно, ищет новых членов, чтобы поддержать свой список из десяти человек. Один из членов клуба, Гарри приглашает Аластера, которого он встретил в начале их семестра. Майлза, который пьет в пабе, приглашает ещё один член клуба — Хьюго. Хьюго — гей, и он с Майлзом обмениваются взглядами на протяжении всего фильма. Аластер находит в Гарри нового друга, который представляет его своему дяде Джереми (Тому Холландеру), высокопоставленному депутату-консерватору, которым сам Аластер стремится стать однажды. После неприятной инициации Майлз и Аластер становятся членами Клуба бунтарей.
Получив запрет на посещение большинства заведений в Оксфорде, клуб устраивает свой ежегодный ужин в конференц-зале загородного паба. Аластер и Майлз оба удивлены, увидев там друг друга, Аластер демонстрирует открытое презрение. Клуб начинает обедать, и, хотя хозяин поначалу взволнован, что в его заведении решили устроить богатую аристократическую вечеринку, их грубое поведение раздражает других посетителей паба, некоторые из которых уходят. Крис, арендодатель, недоволоен их поведением и говорит им, что они разрушают его бизнес; парни договариваются с ним о том, чтобы они оплатили его потери, чтобы позволить им продолжать оставаться, что он неохотно принимает. После того, как нанятый эскорт Гарри отказался выполнять групповой оральный секс, Аластер берет телефон Майлза и пишет Лорен без ведома Майлза. Лорен затем появляется в пабе к удивлению Майлза, и парни быстро предложили ей сделать то, что не сделал эскорт. Унижена Лорен тем, что Майлз ничего не сделал, пока они оскорбляли её, пытается покинуть паб, но подвергается нападению со стороны одного из участников. Майлз изо всех сил пытается спасти её, но другие участники сдерживают его. Хьюго вмешивается и приказывает парням отпустить её.
Майлз, пьяный и кажущийся подавленным после того, что случилось с Лорен, остается тихим до конца ночи, в то время как Аластер пропагирует остальным свои политические идеалы о богатых и бедных. Становясь все более пьяными и употребляя наркотики, они начинают разрушать комнату. Когда Крис противостоит им, Аластер оскорбляет Криса, давая ему деньги, которые он не принимает, говоря им, что они не лучше, чем группа детей, разбивающих витрины магазинов, и что они просто испорченные малыши. Аластер бьет его, к нему присоединяются другие, которые злобно нападают на хозяина  паба, пока он не теряет сознание. Пока участники неистовствуют, осознавая, что они только что сделали, Майлз вызывает скорую помощь.
Все парни арестованы, но, полагая, что клуб важнее человека, они соглашаются не давать показаний. Майлз пытается извиниться перед Лорен, которая говорит ему никогда больше не разговаривать с ней. Клуб встречается после инцидента и соглашается, что Майлз, как новый член клуба, должен взять на себя вину за нападение на Криса. Позже кожа Аластара обнаруживается под ногтями Криса, а это значит, что они могут арестовать и обвинить его. Аластер выслан из Оксфорда, так как он был единственным арестованным за инцидент, в то время как остальным было разрешено продолжить учёбу без каких-либо уголовных обвинений. После разговора с деканом к Майлзу обращается новый президент Клуба бунтарей (Гай Беллингфилд), чтобы вновь присоединиться к нему в следующем году, но после почти исключения из университета из-за скандала он решает покинуть клуб. Его решение высмеивает новый президент.
Аластер приглашен на встречу с Джереми в Лондоне, который просит, не привлекать Клуб до суда в будущем, и заверяет Аластера, что, несмотря на то, что его выгнали из Оксфорда, парень все ещё является членом Клуба. Хотя Аластер вначале настойчиво игнорирует предложенную Джереми помощь, он меняет свой взгляд, когда Джереми предлагает мальчику должность в его кабинете и гарантированное будущее. Фильм заканчивается тем, что Алистер покидает встречу с Джереми с самодовольной улыбкой на лице и идет по улице.

## В ролях
- Сэм Клафлин — Алистер Райл, первокурсник, чей брат Себастьян считался «легендарным» членом Клуба бунтарей. Алистер политически правый, что ведет к интенсивному конфликту и соперничеству с Майлзом. Алистер учился в школе Харроу, в отличие от своего брата, который учился в Итон-колледже.[4]
- Макс Айронс в роли Майлза Мило Ричардса, первокурсника, вступившего в Riot Club. Майлз обладает «почетным» титулом, который подразумевает, что его отец — граф, виконт, барон или пэр. Майлз политически левый и разочарован действиями своих одноклубников. Он учился в Вестминстерской школе .[5]
- Дуглас Бут в роли Гарри Вилье, старшего, харизматичного студента, чья семья довольно богата, хотя они частично поддерживают это, позволяя туристам осмотреть их дом. Его дядя, Джереми, ранее был членом Riot Club. Образование получил в Итоне .[4]
- Джессика Браун Финдли в роли Рэйчел, дочери Криса и официантки в его пабе.
- Холлидей Грейнджер в роли Лорен, первокурсницы из семьи среднего класса/рабочего класса, которая вступает в отношения с Майлзом в начале фильма.
- Фредди Фокс в роли Джеймса Лейтон-Мастера, президента клуба; его критикуют другие члены клуба за то, что он свернул деятельность клуба, чтобы не поставить под угрозу его будущее. Образование получил в Сент-Полс .[6]
- Бен Шнетцер в роли Дмитрия Митропулоса, греческий наследник, который, кажется, выступает в качестве основного спонсора клуба. Предполагается также, что Дмитрий является нуворишем. Похоже, у него тесная дружба с Гаем Беллингфилдом, хотя это тот самый участник, который постоянно издевается над Дмитрием и его наследием. Получил образование в Итоне, где познакомился и подружился с Беллингфилдом.[7]
- Натали Дормер в роли Чарли, эскорт, нанятый Гарри.[8]
- Гордон Браун в роли Криса, владельца паба, где Клуб ужинает.
- Сэм Рид в роли Хьюго Фрейзера-Тирвитта, старшего ученика, чья семья, хотя и аристократическая, не обеспечена финансово. Он учился в Вестминстере с Майлзом, и хотя они не общались, Майлз вспоминает, как Хьюго писал лирики на латыни, что подразумевало его издевательство. Хьюго — гомосексуал и имеет романтический интерес к Майлзу.
- Мэтью Борода в роли Гая Беллингфилда, старшего ученика, который не скрывает своего желания сменить Джеймса на посту президента клуба. Он близок с Дмитрием, хотя часто шутит о своем греческом наследии. Он проявляет себя как энтузиаст, почти не обращая внимания на какие-либо серьёзные вопросы. Образование получил в Итоне .[9]
- Том Холландер в роли члена парламента Джереми Вильерса, дяди Гарри и успешного члена парламента от консерваторов . В пьесе он крестный отец Гая.
- Джек Фартинг в роли Джорджа Бальфура, «деревенского джентльмена» из старой аристократической помещичьей семьи. Как и его коллега Хьюго, подразумевается, что его семья может быть не обеспечена в финансовом отношении. Джордж проявляет восторженный интерес и знания в области сельского хозяйства, охоты, фазанов и лам. Бальфур кажется более эгалитарным, чем некоторые из его товарищей по клубу, возможно, из-за его католического происхождения, и проводит время с фермерами-арендаторами его семьи, хотя Алистер манипулирует неуверенностью Бальфура относительно его положения с фермерами, чтобы убедить его принять участие. В отличие от большинства других членов клуба, Бальфур является католиком и получил образование в Оратории .[10]
- Олли Александер в роли Тоби Мейтленда, ученика старшего возраста, которая, похоже, очень дружит с Эдом. Образование получил в Итоне.
- Джош О’Коннор в роли Эда Монтгомери, старшего ученика, который, похоже, очень дружит с Тоби. Образование получил в Итоне.
- Сэмюэль Уэст в роли репетитора
- Эндрю Вудолл в роли отца Алистера
- Анастасия Хилле в роли матери Алистера
- Джулиан Уодхем в роли отца Майлза
- Джеральдин Сомервиль в роли матери Майлза
- Гарри Ллойд в роли лорда Рёта
- Джозеф Клоска в роли Рубина
- Майлз Джапп в роли мужского банкира
- Вера Чок в роли женщины-банкира

## Маркетинг
Первый трейлер фильма был выпущен 16 мая 2014 года.